# Preludio d'amore
Preludio d'amore è un film del 1946 diretto da Giovanni Paolucci.

## Trama
Davide, un giovane pescatore, ritorna nella sua Camogli dopo la prigionia durante la guerra. Da alcune voci malevole che circolano in paese viene a sapere che la sua fidanzata Anna, durante la sua assenza, ha frequentato un certo Rocco, un marinaio che gode una pessima fama. Intanto Tea, l'amante di Rocco che è stata abbandonata, per vendicarsi denuncia l'uomo alla polizia, ma successivamente si pente del suo gesto e si getta in mare. Della morte di Tea viene subito accusata Anna, che rischia addirittura il linciaggio da parte della famiglia della ragazza: l'intervento di Davide però la salva e riporta la pace tra i due.

## Produzione
La pellicola è ascrivibile al filone dei melodrammi sentimentali, comunemente detto strappalacrime, molto in voga tra il pubblico italiano durante il secondo dopoguerra (1945-1955), poi ribattezzato dalla critica con il termine neorealismo d'appendice.

## Critica
Francesco Pasinetti su Bianco e Nero, del 1º marzo 1948: "Rifarsi alla precedente attività documentaristica di Giovanni Paolucci e Piero Portalupi riesce assolutamente spontaneo. Questo pudore da parte di Paolucci nel condurre la vicenda, che si risolve del resto quasi sempre in una compiacenza di immagini, in una levigatezza compositiva, costituisce in certo senso il punto base per la determinazione di uno stile. La ricerca dell'effetto compositivo migliore si associa alla cautela nell'esporre i motivi salienti del dramma. D'altra parte l'aver evitato ogni possibile esuberanza può costituire un pregio del regista il quale ha dimostrato in più di una scena la maestria nel saper concentrare un'azione. Le risorse emotive, infine sono limitate a tutto vantaggio del bello scrivere per immagini. Assai appropriata la musica di Valentino Bucchi e adeguatamente scelti gli attori per le rispettive parti. Tutto il film è realizzato in ambienti naturali esterni ed interni".

## Incassi
Incasso accertato nelle sale sino a tutto il 31 dicembre 1952: 54.600.000 lire dell'epoca.

## Riconoscimenti
- 1948 – Nastri d'argento
  - Migliore fotografia a Piero Portalupi